# Next Generation ATP Finals 2017
Le Next Generation ATP Finals 2017 sono state un torneo di tennis giocato sul cemento indoor, edizione inaugurale delle Next Generation ATP Finals. È stato il torneo di fine anno per i migliori giocatori Under-21 dell'ATP World Tour 2017 e si è giocato alla Fieramilano di Rho, in Italia, dal 7 all'11 novembre 2017.

## Regolamento
Il torneo prevede un regolamento innovativo per gli incontri disputati:
- Set da quattro game (tie-break sul 3-3)
- Partite al meglio dei cinque set
- Sul punteggio di 40-40 si gioca il “killer point”
- Sparisce la regola del “let” sul servizio

- Warm-up pre-partita ridotto
- Introduzione dello “shot clock”
- Limite di un Medical Time Out a match per ogni giocatore
- Possibilità di coaching

Un'altra novità è l’assenza dei giudici di linea che saranno sostituiti da un Hawk-Eye Live.

## Partecipanti
Hanno partecipato i migliori classificati della Emirates ATP Race to Milan. L'ottavo posto è stato riservato a una wild card italiana. I giocatori devono avere 21 anni o meno (nati nel 1996 o successivamente per l'edizione 2017).
- I giocatori in "oro" si sono qualificati.
- I giocatori in "oro scuro" si sono qualificati ma ritirati dal torneo.

| Classifica finale della Race to Milan (30 ottobre 2017) | Classifica finale della Race to Milan (30 ottobre 2017) | Classifica finale della Race to Milan (30 ottobre 2017) | Classifica finale della Race to Milan (30 ottobre 2017) | Classifica finale della Race to Milan (30 ottobre 2017) | Classifica finale della Race to Milan (30 ottobre 2017) | Classifica finale della Race to Milan (30 ottobre 2017) | Classifica finale della Race to Milan (30 ottobre 2017) |
| #                                                       | ATP Rank                                                | Giocatore                                               | Punti                                                   | +/-                                                     | Tornei                                                  | Anno di nascita                                         |                                                         |
| ------------------------------------------------------- | ------------------------------------------------------- | ------------------------------------------------------- | ------------------------------------------------------- | ------------------------------------------------------- | ------------------------------------------------------- | ------------------------------------------------------- | ------------------------------------------------------- |
| 1                                                       | 4                                                       | Alexander Zverev                                        | 4,490                                                   | Stabile                                                 | 23                                                      | 1997                                                    |                                                         |
| 2                                                       | 35                                                      | Andrej Rublëv                                           | 1,219                                                   | Stabile                                                 | 21                                                      | 1997                                                    |                                                         |
| 3                                                       | 44                                                      | Karen Chačanov                                          | 1,045                                                   | Stabile                                                 | 27                                                      | 1996                                                    |                                                         |
| 4                                                       | 49                                                      | Denis Shapovalov                                        | 971                                                     | Stabile                                                 | 22                                                      | 1999                                                    |                                                         |
| 5                                                       | 51                                                      | Borna Ćorić                                             | 931                                                     | 1                                                       | 27                                                      | 1996                                                    |                                                         |
| 6                                                       | 54                                                      | Jared Donaldson                                         | 890                                                     | 1                                                       | 27                                                      | 1996                                                    |                                                         |
| 7                                                       | 55                                                      | Chung Hyeon                                             | 805                                                     | 1                                                       | 20                                                      | 1996                                                    |                                                         |
| 8                                                       | 63                                                      | Daniil Medvedev                                         | 772                                                     | 1                                                       | 25                                                      | 1996                                                    |                                                         |
| Wildcard italiana                                       |                                                         |                                                         |                                                         |                                                         |                                                         |                                                         |                                                         |
| 56                                                      | 294                                                     | Gianluigi Quinzi                                        | 138                                                     | 1                                                       | 11                                                      | 1996                                                    |                                                         |
| Riserve                                                 |                                                         |                                                         |                                                         |                                                         |                                                         |                                                         |                                                         |
| 9                                                       | 78                                                      | Frances Tiafoe                                          | 662                                                     | Stabile                                                 | 25                                                      | 1998                                                    |                                                         |
| 10                                                      | 89                                                      | Stefanos Tsitsipas                                      | 606                                                     | Stabile                                                 | 30                                                      | 1998                                                    |                                                         |

### Gruppi
| Gruppo A         | Gruppo B        |
| Andrej Rublëv    | Karen Chačanov  |
| Denis Shapovalov | Borna Ćorić     |
| Chung Hyeon      | Jared Donaldson |
| Gianluigi Quinzi | Daniil Medvedev |

## Campioni

### Singolare
Chung Hyeon ha sconfitto in finale  Andrej Rublëv con il punteggio di 35–4, 4–32, 4–2, 4–2.